# Ross Verba
Ross Robert Verba (Des Moines, 31 ottobre 1973) è un ex giocatore di football americano statunitense che ha militato nel ruolo di offensive guard nella National Football League.

## Biografia
Dopo avere giocato al college a football all'Università dell'Iowa, Verba fu scelto come 30º assoluto nel Draft NFL 1997 dai Green Bay Packers, divenendo il primo rookie della storia a partire come tackle sinistro titolare in un Super Bowl, quando i Packers affrontarono i Denver Broncos nel Super Bowl XXXII. Giocò per quattro stagioni a Green Bay fino al 2000 e altre quattro coi Cleveland Browns dal 2001 al 2004. Nel giugno 2005, dopo che non gli fu concesso un aumento contrattuale, Verba resistuì il bonus che aveva guadagnato dalla squadra per essere svincolato dai Browns. Dopo una stagione fuori dai campi di gioco firmò coi Detroit Lions con cui giocò la sua ultima annata da professionistica nel 2006. Fu svincolato il 28 febbraio 2007 dopo avere perso otto partite a causa di diversi infortuni.

## Palmarès

### Franchigia
- National Football Conference Championship: 1

Green Bay Packers: 1997

### Individuale
- PFWA All-Rookie Team - 1997

## Statistiche
| Partite             | 113 |
| Partite da titolare | 107 |